# Atossa
Atossa (550 av. J.-C. - 475 av. J.-C.), princesse de sang, est la fille de Cyrus le Grand, fondateur de la dynastie achéménide. Elle fut l'épouse des trois rois qui lui succédèrent (Cambyse, Gaumata et Darius I) et la mère de celui qui les suivit, Xerxès.

## Biographie
Selon Hérodote (3.31), elle épousa d'abord son frère Cambyse II, qui était fou et dont elle eut à partager les faveurs avec une de ses sœurs, qui fut finalement assassinée par Cambyse parce qu'elle avait plaidé en faveur de son frère disgracié Smerdis (Bardiya dans l'inscription vieux-perse de Behistun). Après la mort de Cambyse en 522, elle est forcée d'épouser un usurpateur qui a secrètement assassiné son frère Smerdis et qui se fait passer pour lui. Atossa ne fait rien pour démasquer la supercherie. Le faux Smerdis (Gaumata dans l'inscription vieux-perse de Behistun) ayant finalement été assassiné par un groupe de sept nobles perses, Atossa épouse en troisièmes noces celui d'entre eux qui devient roi, Darius, fils d'Hystaspès. Ses mariages successifs servent ainsi à appuyer les prétentions des successeurs de son père Cyrus. Pour mieux légitimer sa prétention au trône, Darius épouse également la jeune sœur d'Atossa, Artystonè, ainsi qu'une fille de leur défunt frère Smerdis, Parmys, et Phaidimè, la fille d'Otanès, un de ses complices (Hérodote 3.88). Atossa réussit toutefois à prendre la position dominante parmi ces épouses. D'après Hérodote (3.134), elle aurait poussé Darius à conquérir la Grèce.
Elle eut quatre fils avec Darius (Hérodote 7.2), parmi lesquels Xerxès, Hystaspès, Masistès et Artabazane. Elle poussa Darius à choisir Xerxès pour successeur.

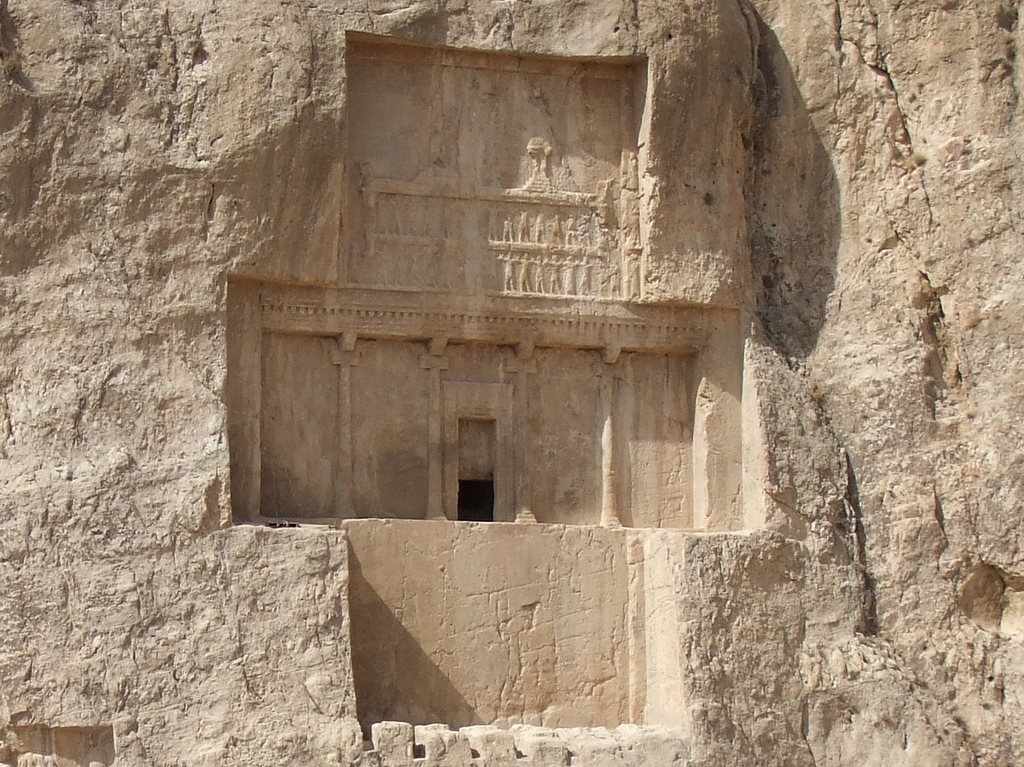
Tombeau de Darius le Grand, où Atossa fut également enterrée.

## Atossa et le cancer du sein
Hérodote raconte qu'elle eut une grosseur (ϕυμά) au sein ; tant qu'elle fut discrète, l'impératrice n'en parla à personne, mais quand elle grossit beaucoup, elle fit venir le médecin grec de Darius, Démocédès, qui la guérit en pratiquant une ablation de la tumeur ; en récompense, l'impératrice fit en sorte qu'il puisse retourner en Grèce, comme il le demandait. Selon certains historiens de la médecine, il s'agirait du premier cas bien identifié de cancer du sein. D'autres rejettent cette identification et pensent qu'il s'agit plutôt d'un abcès ou d'une mammite.

## Dans la littérature
La tragédie d'Eschyle, Les Perses, s'ouvre sur un rêve d'Atossa (v. 181-199) qu'elle raconte au chœur des vieillards. Ce rêve lui semble de mauvais augure (voir le texte dans Wikisource) et lui fait craindre que la guerre que mène son fils Xerxès contre la Grèce pourrait avoir été un désastre. Ce rêve a fait l'objet d'une interprétation psychanalytique par George Devereux, qui y déchiffre une pulsion incestueuse inconsciente.
Atossa est assimilée par certains au personnage de Vashti dans le livre d'Esther de la Bible.

## Sources
- George Devereux, Les Rêves dans la tragédie grecque, Paris, Les Belles lettres, 2006.